# Цекало Віктор Євгенович
Віктор Євгенович Цека́ло (нар. 7 травня 1956, Київ, УРСР, СРСР) — радянський та український актор, телеведучий та гуморист.

## Життєпис
Народився 7 травня 1956 року в Києві в родині інженерів-теплоенергетиків Євгена Борисовича Цекала та Олени Леонідівни Волкової, молодший брат Олександр Цекало. Походження прізвища Цекало невідоме.
Закінчив акторський факультет Київського інституту театрального мистецтва ім. І. Карпенка-Карого.
Після інституту в 23 роки служив в армії, в армії була дідівщина, від армії залишилися погані спогади і шрами, 4 місяці служив, а потім 5 місяців лікувався.
Навчався на режисерському факультеті у Російській академії театрального мистецтва.
Працював у Вінницькій та Одеській філармоніях.
З 1980 до 2000 року працював у різних київських театрах: Театр естради (Київ), Театр «Золоті ворота», Єврейський театр «Штерн», Київський академічний театр драми і комедії на лівому березі Дніпра.
З 2000 року працює в Київському театрі «Браво».

## Телебачення
Працює на українському телебаченні, він телеведучий і творець передач: «Золотий гусак», «Біла ворона», «Я пам'ятник собі поставив…».

## Особисте життя
Розлучений. Був одружений тричі, двічі розлучався через пияцтво дружин[джерело?].
Дочка Марія Цекало (нар. 1987) живе в Америці, закінчила акторські курси, підробляє в барі.

## Фільмографія
Актор

| Рік       |    | Українська назва                      | Оригінальна назва                      | Роль                                                           |
| --------- | -- | ------------------------------------- | -------------------------------------- | -------------------------------------------------------------- |
| 1987      | ф  | Один за всіх                          | Один за всех                           |                                                                |
| 1993      | ф  | Сад Гетсиманський                     | Сад Гетсиманський                      |                                                                |
| 2000—2001 | с  | День народження Буржуя                | День рождения Буржуя                   | Бодров-Шестак                                                  |
| 2001      | тф | Вечори на хуторі біля Диканьки        | Вечера на хуторе близ Диканьки         | Свербигуз                                                      |
| 2002      | тф | Попелюшка                             | Золушка                                | глашатай                                                       |
| 2003      | с  | Дух землі                             | Дух земли                              | німецький бізнесмен Кнут Лемке                                 |
| 2004      | тф | Сорочинський ярмарок                  | Сорочинская ярмарка                    | єврей-шинкар                                                   |
| 2004      | с  | Російські ліки                        | Русское лекарство                      | Гефтель                                                        |
| 2004      | с  | П'ять зірок                           | Пять звёзд                             | невідомо                                                       |
| 2004      | с  | Конвалія срібна 2                     | Ландыш серебристый 2                   | лікар                                                          |
| 2005      | ф  | Один за всіх                          | Один за всех                           | директор школи                                                 |
| 2006      | с  | Дідусь моєї мрії                      | Дедушка моей мечты                     | янгол                                                          |
| 2006      | с  | Утьосов. Пісня довжиною в життя       | Утесов. Песня длиною в жизнь           | «Повз касу»                                                    |
| 2006      | с  | Театр приречених                      | Театр обречённых                       | письменник Геннадій Колодяжний                                 |
| 2006      | с  | Все включено                          | Всё включено                           | Хасан                                                          |
| 2006      | тф | Пригоди Вєрки Сердючки                | Приключения Верки Сердючки             | директор цирку Арчібальд Сигізмундович                         |
| 2006      | с  | П'ять хвилин до метро                 | Пять минут до метро                    | Маркелов                                                       |
| 2007      | тф | Битви сонечок                         | Битвы божьих коровок                   | Додік                                                          |
| 2007      | ф  | Я лічу: раз, два, три, чотири, п'ять… | Я считаю: раз, два, три, четыре, пять… | голова дачного кооперативу Серафим Звонарьов                   |
| 2008      | тф | Дурна зірка                           | Глупая звезда                          | телеведучий                                                    |
| 2008      | с  | Смерть шпигунам: Крим                 | Смерть шпионам: Крым                   | кореспондент Кеша Храповицький                                 |
| 2008      | ф  | Сині, як море очі                     | Синие, как море глаза                  | Тимур                                                          |
| 2009      | ф  | Веселуни                              | Весельчаки                             | сільський п'яниця Славка                                       |
| 2010      | с  | Демони                                | Демоны                                 | син ювеліра Михайло Бронштейн                                  |
| 2010      | с  | Доброго дня, мамо!                    | Здравствуй, мама!                      | Россі                                                          |
| 2010—2013 | с  | Єфросінья                             | Ефросинья                              | лікар                                                          |
| 2011      | ф  | Повний контакт                        | Полный контакт                         | венеролог                                                      |
| 2004—2015 | с  | Повернення Мухтара                    | Возвращение Мухтара                    | Костя, Лев Штайнберг, власник хімчистки, Новіков               |
| 2012      | с  | Зворотня сторона Місяця               | Обратная сторона Луны                  | Карлсон                                                        |
| 2013      | с  | Друге дихання                         | Второе дыхание                         | заступник міністра охорони здоров'я Віталій Анатолійович Карєв |
| 2010—2014 | с  | Брат за брата                         | Брат за брата                          | Семен                                                          |
| 2014      | с  | Давай поцілуємось                     | Давай поцелуемся                       | власник рекламного агентства Володимир Ілліч Суворов           |
| 2014      | с  | Будинок сплячих красунь               | Дом спящих красавиц                    | начальник                                                      |
| 2015      | с  | Метод                                 | Метод                                  | Геннадій Абрамович Штіх, банкір і меценат                      |
| 2014—2015 | с  | Сімейний бізнес                       | Семейный бизнес                        | директор гімназії Ігор Сергійович                              |
| 2015—2016 | с  | Клим                                  | Клим                                   | Фелікс Нестеров                                                |

## Ролі у театрі
- 2014 — «Упс!.. Я прийшов» за п'єсою Миколи Халєзіна[be]; реж. Віталій Кіно (Новий український театр, м. Київ)[5]